# Eudemonologia
L'eudemonologia (dal greco antico εὐδαιμονία (eudaimonia), felicità, e λόγος (logos), discorso, ragionamento) è un termine che vuole significare non tanto i ragionamenti che si conducono riguardo l'eudemonia - come sarebbe per una traduzione alla lettera - cioè la condizione di benessere soggettivo (argomento trattato dall'eudemonismo), quanto «gli oggetti e le ragioni dello stesso benessere». L'eudemonologia si chiede cioè se ad esempio: la ricchezza, la sapienza o altro siano beni di per sé, oggettivi.

## Descrizione
Sull'eudemonologia, il filosofo Arthur Schopenhauer scrisse un'operetta dal titolo L'arte di essere felici, di pubblicazione postuma. In questo scritto, composto da cinquanta massime, non rielaborato dall'autore ma rimasto allo stato grezzo, il filosofo vuole spiegare non come essere felici, poiché per lui la felicità umana è impossibile, ma almeno come cercare praticamente di vivere senza affanni.
Infatti, per Schopenhauer, la stessa parola "eudemonologia", come lui stesso scrive, può essere considerata come un «eufemismo» e vale semplicemente come ricerca dei mezzi concreti per poter vivere quanto più serenamente possibile.
L'eudemonologia però rivolgendosi alla pratica, all'esperienza fenomenica, contraddice, come Schopenahuer stesso riconosce, l'impostazione del suo pensiero metafisico e morale:
Illusoriamente si pensa di aver raggiunto la felicità e i piaceri: il tempo «è la forma mediante la quale la vanità delle cose si presenta come transitorietà: è in virtù del tempo infatti che tutti i nostri piaceri e tutte le nostre gioie ci sfuggono dalle mani e noi, dopo, ci domandiamo meravigliati dove sono finiti» e poi «...la vecchiaia e la morte, verso la quale ogni vita necessariamente si muove, costituiscono quindi la condanna che, per propria mano, la natura stessa emette contro la volontà di vivere» nella sua interezza e non solo di vivere senza dolore.
L'eudemonologia fu uno dei punti salienti del pensiero del poeta Giacomo Leopardi e di Antonio Rosmini, che trattò dell'eudemonologia nella sua teoria dell'appagamento.